# 戈斯
戈斯（法語：Goos，法語發音：[ɡɔs]）是法国朗德省的一个市镇，属于达克斯区。

## 地理
戈斯（43°43'46"N, 0°53'58"W）面积10.49 平方千米，位于法国新阿基坦大区朗德省，该省份为法国西南部沿海省份，是法國本土面积第二大的省，北起吉倫特省，西临大西洋，南至大西洋比利牛斯省，东临热尔省，东北与洛特-加龍省接壤。
与戈斯接壤的市镇（或旧市镇、城区）包括：加马德莱班、安克斯、普雷沙克莱班、泰蒂约。
戈斯的时区为UTC+01:00、UTC+02:00（夏令时）。

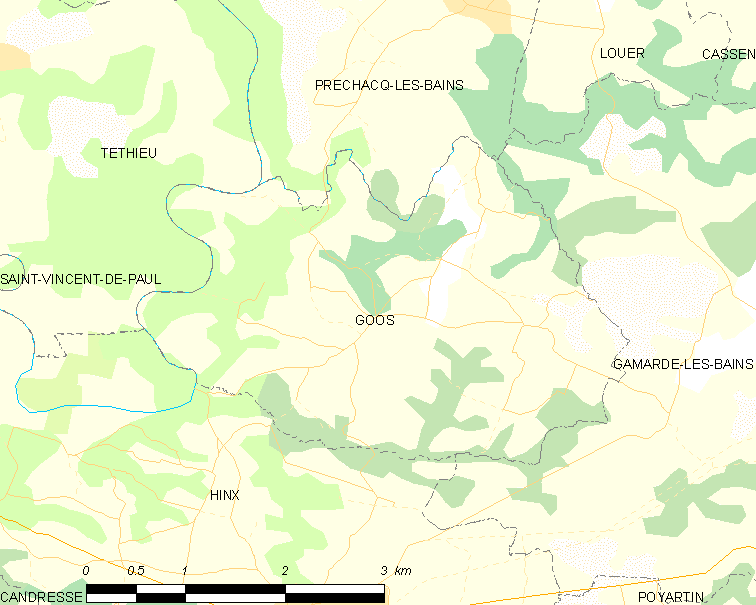
戈斯的OSM定位图

## 行政
戈斯的邮政编码为40180，INSEE市镇编码为40113。

## 政治
戈斯所属的省级选区为沙洛斯山坡县。

## 人口

1962-2008年间戈斯人口变化图示

戈斯于2022年1月1日时的人口数量为530人。